# Liste der amerikanischen Bundesstaaten nach dem Index der menschlichen Entwicklung

Bundesstaaten nach HDI 2015

Folgende Liste sortiert US-amerikanische Bundesstaaten nach ihrem Index der menschlichen Entwicklung (Human Development Index).
Der Human Development Index ist eine Methode, den Entwicklungsstand eines Landes oder einer Region zu berechnen. Der HDI berücksichtigt nicht nur das Bruttonationaleinkommen pro Kopf, sondern ebenso die Lebenserwartung und die Dauer der Ausbildung anhand der Anzahl an Schuljahren, die ein 25-Jähriger absolviert hat, sowie der voraussichtlichen Dauer der Ausbildung eines Kindes im Einschulungsalter. Der HDI wurde im Wesentlichen von dem pakistanischen Ökonomen Mahbub ul Haq entwickelt, der eng mit dem indischen Ökonomen Amartya Sen sowie dem britischen Wirtschaftswissenschaftler und Politiker Meghnad Desai zusammenarbeitete.

## Berechnungsmethode
Ab dem Bericht über die menschliche Entwicklung 2010 werden die drei Dimensionen wie folgt berechnet:
- Lebenserwartungsindex: Lebenserwartung bei Geburt (LE)
- Bildungsindex: Durchschnittliche Schulbesuchsdauer (DSD) und voraussichtliche Schulbesuchsdauer (VSD) in Jahren
- Lebensstandard: Bruttonationaleinkommen (BNE) pro Kopf (BNEpk), KKP US$

1. Lebenserwartungs-Index (LEI) {\displaystyle ={\dfrac {{\text{LE}}-20}{85{,}0-20}}}
2. Bildungs-Index (BI) {\displaystyle ={\dfrac {{\text{DSDI}}+{\text{VSDI}}}{2}}}
2.1. Durchschnittliche-Schulbesuchsdauer-Index (DSDI) {\displaystyle ={\dfrac {{\text{DSD}}-0}{15{,}0-0}}}
2.2. Voraussichtliche-Schulbesuchsdauer-Index (VSDI) {\displaystyle ={\dfrac {{\text{VSD}}-0}{18{,}0-0}}}
3. Einkommensindex (EI) {\displaystyle ={\dfrac {\ln({\text{BNEpk}})-\ln(100)}{\ln(75000)-\ln(100)}}}

Zum Schluss wird der HDI als geometrisches Mittel aus den drei Dimensionen errechnet: {\displaystyle {\text{HDI}}={\sqrt[{3}]{{\text{LEI}}\cdot {\text{BI}}\cdot {\text{EI}}}}.}
LE: Lebenserwartung bei Geburt
DSD: Durchschnittliche Schulbesuchsdauer (Anzahl Jahre, die eine 25-jährige Person oder älter die Schule besucht hat)
VSD: Voraussichtliche Schulbesuchsdauer (Anzahl Jahre, die ein 5-jähriges Kind voraussichtlich zur Schule gehen wird)
BNEpk: Bruttonationaleinkommen pro Kopf kaufkraftbereinigt in US-Dollar

## Bundesstaaten nach HDI
Alle 50 amerikanischen Bundesstaaten und der District of Columbia nach ihrem Indexwert sowie der Entwicklung seit dem Jahr 1995. Angegeben ist zudem ein Land mit einem ähnlichen Human Development Index im selben Jahr. Mit einem Wert von 0,926 belegten die Vereinigten Staaten Platz 17 im Human Development Index. Ein besonders hohes sozioökonomisches Entwicklungsniveau wiesen vor allem die Bundesstaaten aus der Region Neuengland im Nordosten der Vereinigten Staaten auf. Die Südstaaten der USA belegten dagegen, in den meisten Fällen, die unteren Ränge.
| Rang | Bundesstaat          | HDI 2019 | HDI 2005 | HDI 1995 | Steigerung 1995–2019 | Vergleichbares Land          |
| ---- | -------------------- | -------- | -------- | -------- | -------------------- | ---------------------------- |
| 1    | Massachusetts        | 0.956    | 0.930    | 0.905    | ▲ 0.051              | Norwegen                     |
| 2    | Connecticut          | 0.954    | 0.934    | 0.910    | ▲ 0.044              | Schweiz                      |
| 3    | Minnesota            | 0.953    | 0.925    | 0.902    | ▲ 0.051              | Schweiz                      |
| 4    | Colorado             | 0.948    | 0.905    | 0.878    | ▲ 0.070              | Deutschland                  |
| 4    | New Hampshire        | 0.948    | 0.917    | 0.897    | ▲ 0.051              | Deutschland                  |
| 4    | New Jersey           | 0.948    | 0.922    | 0.895    | ▲ 0.053              | Deutschland                  |
| -    | District of Columbia | 0.946    | 0.910    | 0.877    | ▲ 0.069              | Schweden                     |
| 7    | North Dakota         | 0.946    | 0.902    | 0.875    | ▲ 0.071              | Schweden                     |
| 7    | Washington           | 0.946    | 0.917    | 0.902    | ▲ 0.044              | Schweden                     |
| 9    | Hawaii               | 0.945    | 0.920    | 0.901    | ▲ 0.044              | Australien                   |
| 10   | New York             | 0.944    | 0.918    | 0.887    | ▲ 0.057              | Niederlande                  |
| 11   | Maryland             | 0.941    | 0.911    | 0.885    | ▲ 0.056              | Dänemark                     |
| 12   | Vermont              | 0.940    | 0.910    | 0.884    | ▲ 0.056              | Dänemark                     |
| 13   | Nebraska             | 0.939    | 0.907    | 0.889    | ▲ 0.050              | Finnland                     |
| 14   | Wyoming              | 0.938    | 0.913    | 0.894    | ▲ 0.044              | Finnland                     |
| 15   | Alaska               | 0.936    | 0.919    | 0.908    | ▲ 0.028              | Vereinigtes Königreich       |
| 15   | Delaware             | 0.936    | 0.915    | 0.897    | ▲ 0.039              | Vereinigtes Königreich       |
| 15   | Kalifornien          | 0.936    | 0.905    | 0.878    | ▲ 0.058              | Vereinigtes Königreich       |
| 15   | Oregon               | 0.936    | 0.901    | 0.880    | ▲ 0.056              | Vereinigtes Königreich       |
| 15   | Virginia             | 0.936    | 0.908    | 0.883    | ▲ 0.053              | Vereinigtes Königreich       |
| 20   | Utah                 | 0.935    | 0.908    | 0.893    | ▲ 0.042              | Vereinigtes Königreich       |
| 20   | Iowa                 | 0.935    | 0.905    | 0.885    | ▲ 0.050              | Vereinigtes Königreich       |
| 22   | Illinois             | 0.934    | 0.905    | 0.883    | ▲ 0.051              | Neuseeland                   |
| 22   | Wisconsin            | 0.934    | 0.906    | 0.886    | ▲ 0.048              | Neuseeland                   |
| 24   | South Dakota         | 0.932    | 0.899    | 0.872    | ▲ 0.060              | Belgien                      |
| 25   | Rhode Island         | 0.930    | 0.901    | 0.877    | ▲ 0.053              | Kanada                       |
| 26   | Pennsylvania         | 0.928    | 0.896    | 0.875    | ▲ 0.053              | Kanada                       |
| 27   | Kansas               | 0.927    | 0.898    | 0.886    | ▲ 0.041              | Kanada                       |
| -    | Vereinigte Staaten   | 0.926    | 0.898    | 0.877    | ▲ 0.049              | Vereinigte Staaten           |
| 28   | Maine                | 0.922    | 0.895    | 0.877    | ▲ 0.045              | Österreich                   |
| 29   | Montana              | 0.921    | 0.894    | 0.875    | ▲ 0.046              | Österreich                   |
| 30   | Ohio                 | 0.919    | 0.891    | 0.875    | ▲ 0.044              | Liechtenstein                |
| 31   | Michigan             | 0.918    | 0.893    | 0.877    | ▲ 0.041              | Japan                        |
| 32   | Texas                | 0.917    | 0.883    | 0.867    | ▲ 0.050              | Slowenien                    |
| 33   | Florida              | 0.916    | 0.895    | 0.872    | ▲ 0.044              | Südkorea                     |
| 34   | Arizona              | 0.913    | 0.893    | 0.872    | ▲ 0.041              | Luxemburg                    |
| 34   | Missouri             | 0.913    | 0.886    | 0.872    | ▲ 0.041              | Luxemburg                    |
| 36   | Idaho                | 0.912    | 0.888    | 0.870    | ▲ 0.042              | Luxemburg                    |
| 36   | Indiana              | 0.912    | 0.884    | 0.868    | ▲ 0.044              | Luxemburg                    |
| 36   | North Carolina       | 0.912    | 0.888    | 0.864    | ▲ 0.048              | Luxemburg                    |
| 39   | Georgia              | 0.910    | 0.886    | 0.865    | ▲ 0.045              | Spanien                      |
| 40   | Nevada               | 0.909    | 0.892    | 0.877    | ▲ 0.032              | Spanien                      |
| 41   | New Mexico           | 0.906    | 0.884    | 0.869    | ▲ 0.037              | Spanien                      |
| 42   | Oklahoma             | 0.901    | 0.871    | 0.858    | ▲ 0.043              | Frankreich                   |
| 42   | Tennessee            | 0.901    | 0.870    | 0.853    | ▲ 0.048              | Frankreich                   |
| 44   | South Carolina       | 0.898    | 0.867    | 0.849    | ▲ 0.049              | Tschechien                   |
| 45   | Louisiana            | 0.893    | 0.868    | 0.851    | ▲ 0.042              | Italien                      |
| 46   | Kentucky             | 0.890    | 0.861    | 0.847    | ▲ 0.043              | Vereinigte Arabische Emirate |
| 47   | Arkansas             | 0.886    | 0.860    | 0.842    | ▲ 0.044              | Zypern                       |
| 47   | Alabama              | 0.886    | 0.860    | 0.842    | ▲ 0.044              | Zypern                       |
| 49   | West Virginia        | 0.882    | 0.855    | 0.839    | ▲ 0.043              | Litauen                      |
| 50   | Mississippi          | 0.871    | 0.842    | 0.827    | ▲ 0.044              | Andorra                      |